# Margarete Lucia von der Osten
Margarete Lucia (Małgorzata-Łucja) von der Osten (* 1651; † 1726) war Landrätin und Stifterin des Osten-Manteuffelschen Stipendiums zu Greifenberg.

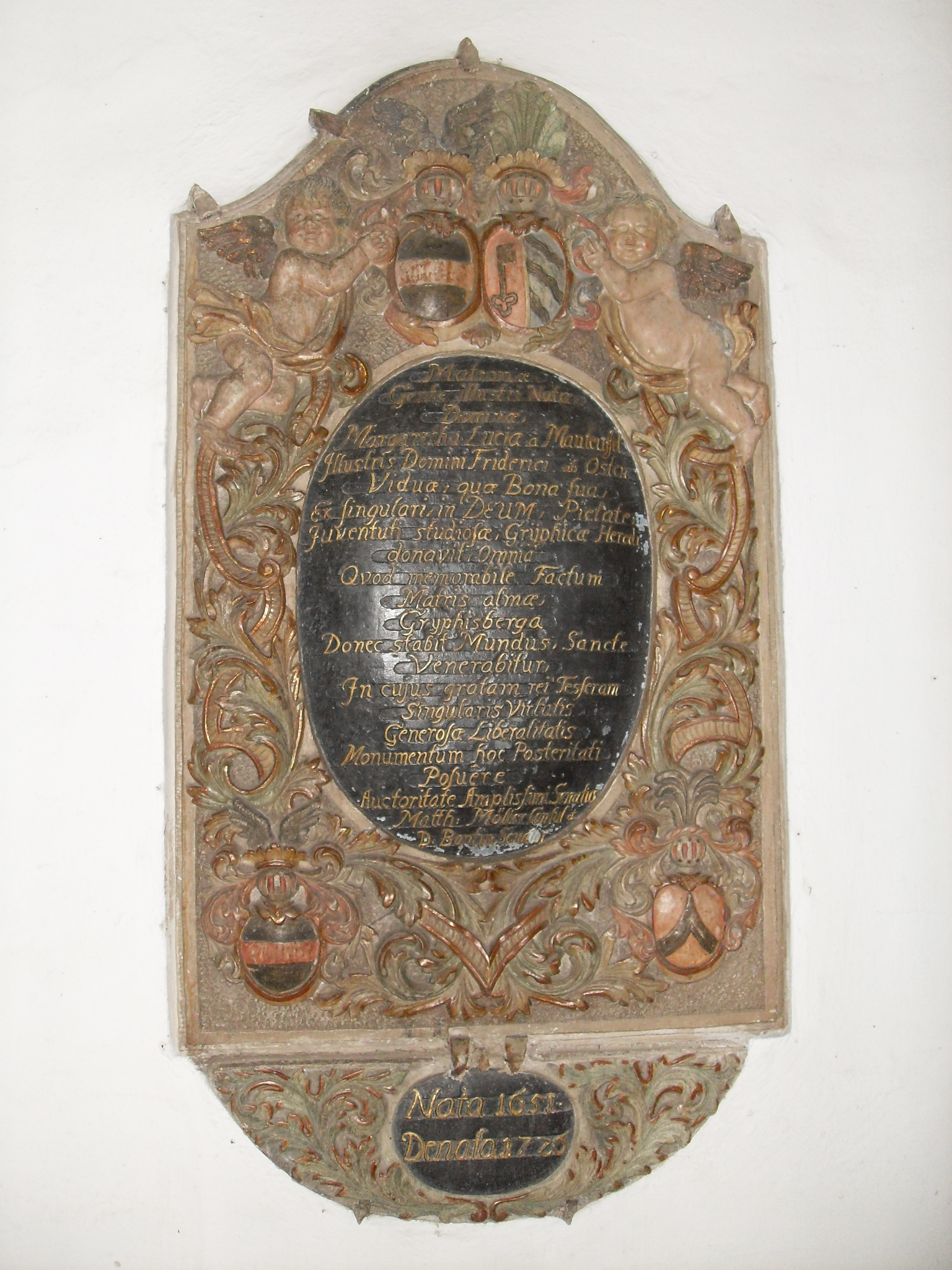
Epitaph der Margarete v. d. Osten

## Leben
Margarete Lucia von der Osten stammte aus der hinterpommerschen Adelsfamilie Manteuffel und war Tochter des Christian (Krystjana) Anton von Manteuffel-Kiełpiński (* 1595; † 1660) aus dem Hause Kerstin, Herr auf Kruckenbeck (Krukowo) und Gandelin, und der Lucia Elisabeth von der Goltz a. d. H. Reppow. Ihr Onkel war der brandenburger Obrist Jakob von Manteuffel.
Stiftete als verwitwete Landrätin, das Osten-Manteuffelsche Stipendium zu Greifenberg. Das Stipendium bestand aus ihren anteiligen Einnahmen aus dem Gut Wisbu (Wisbow, ehem. Landkreis Regenwalde in Pommern) und beinhaltete die jährliche Summe von insgesamt 100 Reichstalern. Nach Willen der Margarete Lucia sollten die bürgerlichen Kinder Greifenbergs daraus Geld erhalten. Die Verwaltung des Stipendiums übernahmen auf Veranlassung der Stifterin der Bürgermeister Möller und der Senator Bontin bzw. 2 ihrer Erben, so lange diese Mitglieder im Ratskollegium waren.
Wisbu wurde anfänglich administriert, später veräußert und der Kaufpreis angelegt. Aus den Zinserträgen wurde das Stipendium weiter finanziert. Ihr Stipendium wurde gem. posthum geändertem Testament vom 23. November 1725 nach ihrem Tod fortgeführt. Um 1784 erhielten noch zwei Studierende aus diesem Stipendium – jeweils über drei Jahre (Regelstudienzeit) – jährlich 50 Reichstaler.
In der Greifenberger Marienkirche ist der Margarete ein Epitaph aus feinem Sandstein gewidmet. Zwei Engel halten oben im reich verzierten Rahmen das Allianzwappen der Osten und Manteuffel; unten die Wappen der Manteuffel und Goltz. Das Epitaph wurde von der Stadtgemeinde Greifenberg zur Erinnerung an eine großmütige Stiftung für die Stadtschule gestiftet.

## Familie
Margarete Lucia vermählte sich mit Friedrich von der Osten († 1681), Kornett und brandenburgischer Landrat, Herr auf Wisbu, Sohn des Otto Friedrich von der Osten († 1653 in Wisbu) und der Barbara von Heydebreck (* 26. März 1589; † 1653 in Wisbu). Mit ihr führte Friedrich bereits seine dritte Ehe.